# Саєнко Анатолій Іонович
Анатолій Іонович Саєнко (нар. 3 червня 1952) — український радянський діяч, водій Гайсинського вантажного автотранспортного підприємства № 10136 Вінницької області. Депутат Верховної Ради УРСР 10-го скликання.

## Біографія
Освіта середня. Член ВЛКСМ.
З 1968 року — робітник Гайсинської райспоживспілки; колгоспник колгоспу «Радянська Україна» Гайсинського району Вінницької області.
До 1973 року служив у Радянській армії.
З 1973 року — водій Гайсинського вантажного автотранспортного підприємства № 10136 Вінницької області.
Потім — на пенсії в селі Кисляк Гайсинського району Вінницької області.